# Wolfgang von Wersin
Wolfgang von Wersin (* 3. Dezember 1882 in Prag; † 13. Juni 1976 in Bad Ischl) war ein deutscher Architekt und Designer.

## Leben
Nach einem Malereistudium zwischen 1900 und 1901 in Prag wechselte er nach München, wo er 1904 ein Architekturstudium abschloss. Während des Studiums der Architektur studierte er von 1902 bis 1905 außerdem Malerei am Lehr- und Versuch-Atelier für Angewandte und Freie Kunst in München, wo er nach seinem Militärdienst ab 1906 als Lehrer tätig war. Seine Frau Herthe (1888–1971) lernte er an der Schule kennen. Sie arbeitete als Zeichnerin und illustrierte auch eines seiner Bücher.
Seit 1912 war er für die Deutschen Werkstätten tätig. Er beschäftigte sich hier mit Ausstellungsarchitektur und lieferte Entwürfe für Möbel, Stoffe, Tapeten und Keramik.
Der Entwurf eines Tafelservices für den Magistrat von München, der 1928 bei der Porzellanmanufaktur Nymphenburg hergestellt wurde, machte ihn bekannt und so übernahm er 1929 die Leitung der Abteilung für Gewerbekunst am Bayerischen Nationalmuseum in München; seine Entlassung im September 1933 erfolgte aus politischen Gründen.
Neben seiner Tätigkeit als Museumsleiter entwarf er ab 1932 für Nymphenburg die Tafelserviceformen Adonis, Helios und Lotos.
In der Zeit von 1936 bis 1938 entwarf er die Essservice-Form Helena für Rosenthal und für die Porzellanmanufaktur Thomas in Marktredwitz (1908 von Rosenthal übernommen) das Service Ariadne. 1946 beteiligte er sich an der Gründung des Oberösterreichischen Werkbundes, dessen Präsident er bis zu seinem Tode war. Er lehrte an der Kunstschule der Stadt Linz, 1956 veröffentlicht er sein Buch vom Rechteck, in dem er sich mit der Anwendung der verschiedenen Rechteckformen in der Architektur und im Design auseinandersetzte. Er unterschied dabei Quadrat, Hemidiagon, Trion, Quadriagon, Biauron, Penton, Diagon, Bipenton, Hemiolion, Auron, Sixton und Doppelquadrat.

## Werk
- 1912: Zinnaschenbecher für Deutsche Werkstätten (Guss: Hellerau)[4]
- 1913: Leuchter (Hellerau)
- 1928: Vase, Tiroler Glashütte Kramsach Austria[5]
- 1930: Zinnkrug für Eugen Wiedamann, Regensburg
- 1939: Vasenentwurf für Rosenthal
- 1958: Thermoskanne „Thermolord“ für Erhard & Söhne[6]
- 1958: Trinkservice für J.& L. Lobmeyr für die Triennale Mailand[7]

## Ausstellungen
- Vom Kunstgewerbe zur Industrieform. Ausstellung in der Villa Stuck, München, vom 30. Oktober bis 8. Dezember 1991; Deutscher Werkbund Frankfurt e. V. vom 31. Januar bis 26. April 1992 in Zusammenarbeit mit dem Museum für Kunsthandwerk, Frankfurt, Main; Schloß Pillnitz, Dresden, vom 16. Mai bis 30. August 1992.[8]
- Wolfgang von Wersin, 1882–1976. Gestaltung und Produktentwicklung. Stadtmuseum Linz-Nordico in Zusammenarbeit mit der Sammlung, München: 7. bis 30. April 1983. In: Kunstjahrbuch der Stadt Linz. 1983.

## Auszeichnungen
- 1963: Bayerischer Verdienstorden

## Publikationen
- Das elementare Ornament und seine Gesetzlichkeit. Eine Morphologie des Ornaments. (Aufnahmen von Walter Müller-Grah, Textzeichnungen von Herthe von Wersin) Otto Maier Verlag, Ravensburg 1940 (3. Auflage 1953).
- Das Buch vom Rechteck – Gesetz und Gestik des Räumlichen. Otto Maier Verlag, Ravensburg 1956.